# Valerio Bacigalupo
Valerio Bacigalupo (Vado Ligure, Ligúria, Itàlia, 12 de març de 1924 – Superga, Itàlia, 4 de maig de 1949) fou un porter de futbol italià, integrant del Gran Torino que dominà el futbol italià a la dècada dels 40 i que es troncà desgraciadament amb l'accident aeri de Superga.

## Trajectòria
Bacigalupo inicià la seva carrera futbolística professional la temporada 1942-43 a les files del Savona 1907 F.B.C., d'on marxà l'any 1944 al Genoa Cricket and Football Club.
L'any 1945 fitxa pel Torino Football Club on coincidí amb grans jugadors com Valentino Mazzola o Ezio Loik, convertint-se l'equip en el gran dominador del futbol italià a la dècada dels 40, arribant a ser conegut com a Gran Torino. Amb l'equip torinés, Bacigalupo guanyà 4 Lligues italianes.
Després de la seva tràgica mort junt a la resta d'integrants del Gran Torino a l'accident aeri de Superga, el seu club d'origen, el Savona 1907 F.B.C., posà el seu nom al seu estadi, conegut a partir d'aleshores per Estadi Valerio Bacigalupo.
Bacigalupo fou internacional amb la selecció de futbol d'Itàlia en 5 ocasions.

## Palmarès
- 4 Lligues italianes: 1945-46, 1946-47, 1947-48 i 1948-49